# Tenis ziemny na Igrzyskach Małych Państw Europy 2009
Tenis ziemny na Igrzyskach Małych Państw Europy 2009 – turniej tenisowy, który był rozgrywany w dniach 2–6 czerwca 2009 roku podczas igrzysk małych państw Europy na Cyprze. Zawodnicy zmagali się na obiektach National Tennis Centre. Tenisiści rywalizowali w czterech konkurencjach: singlu i deblu mężczyzn oraz kobiet.

## Medaliści
| Konkurencja             | Złoty medal                           | Srebrny medal                       | Brązowy medal                                                                 |
| gra pojedyncza mężczyzn | Jean-René Lisnard                     | Benjamin Balleret                   | Jirka Lokaj Stefano Galvani                                                   |
| gra pojedyncza kobiet   | Mandy Minella                         | Claudine Schaul                     | Marina Novac Kathinka von Deichmann                                           |
| gra podwójna mężczyzn   | Guillaume Couillard Jean-René Lisnard | Stefano Galvani Domenico Vicini     | Birkir Gunnarsson Arnar Sigurdsson Jean-Baptiste Poux-Gautier Jorge Vila-Vila |
| gra podwójna kobiet     | Mandy Minella Claudine Schaul         | Marina Novac Kathinka von Deichmann | Louise-Alice Gambarini Emilia Milovanovic Kimberley Cassar Elaine Genovese    |

### Tabela medalowa
| Miejsce | Państwo       | Złoto | Srebro | Brąz | Razem |
| ------- | ------------- | ----- | ------ | ---- | ----- |
| 1       | Monako        | 2     | 1      | 1    | 4     |
| 2       | Luksemburg    | 2     | 1      | 0    | 3     |
| 3       | Liechtenstein | 0     | 1      | 3    | 4     |
| 4       | San Marino    | 0     | 1      | 1    | 2     |
| 5       | Islandia      | 0     | 0      | 1    | 1     |
|         | Andora        | 0     | 0      | 1    | 1     |
|         | Malta         | 0     | 0      | 1    | 1     |
|         | Razem         | 4     | 4      | 8    | 16    |